# Sergei Petrowitsch Tarassow
Sergei Petrowitsch Tarassow (russisch Сергей Петрович Тарасов; * 15. Februar 1965 in Staroaleiskoje, Region Altai) ist ein ehemaliger russischer Biathlet.
Bei den Olympischen Spielen 1994 in Lillehammer gewann er die Goldmedaille über 20 Kilometer im Biathlon. Weiterhin gewann er bei diesen Spielen Silber mit der Staffel und Bronze über 10 Kilometer. 
1996 wurde er über 20 Kilometer nochmals Weltmeister.

## Bilanz im Biathlon-Weltcup
Die Tabelle zeigt alle Platzierungen (je nach Austragungsjahr einschließlich Olympische Spiele und Weltmeisterschaften).
- 1.–3. Platz: Anzahl der Podiumsplatzierungen
- Top 10: Anzahl der Platzierungen unter den ersten zehn (einschließlich Podium)
- Punkteränge: Anzahl der Platzierungen innerhalb der Punkteränge (einschließlich Podium und Top 10)
- Starts: Anzahl gelaufener Rennen in der jeweiligen Disziplin

| Platzierung                               | Einzel | Sprint | Verfolgung | Massenstart | Team | Staffel | Gesamt |
| ----------------------------------------- | ------ | ------ | ---------- | ----------- | ---- | ------- | ------ |
| 1. Platz                                  | 3      | 1      |            |             |      | 3       | 7      |
| 2. Platz                                  | 1      | 1      | 1          |             |      | 2       | 5      |
| 3. Platz                                  |        | 3      |            |             | 1    | 1       | 5      |
| Top 10                                    | 8      | 12     | 2          | 1           | 1    | 9       | 33     |
| Punkteränge                               | 15     | 23     | 3          | 1           | 2    | 9       | 53     |
| Starts                                    | 22     | 30     | 4          | 1           | 2    | 9       | 68     |
| Stand: Daten möglicherweise unvollständig |        |        |            |             |      |         |        |